# Japanische Schule in Hamburg

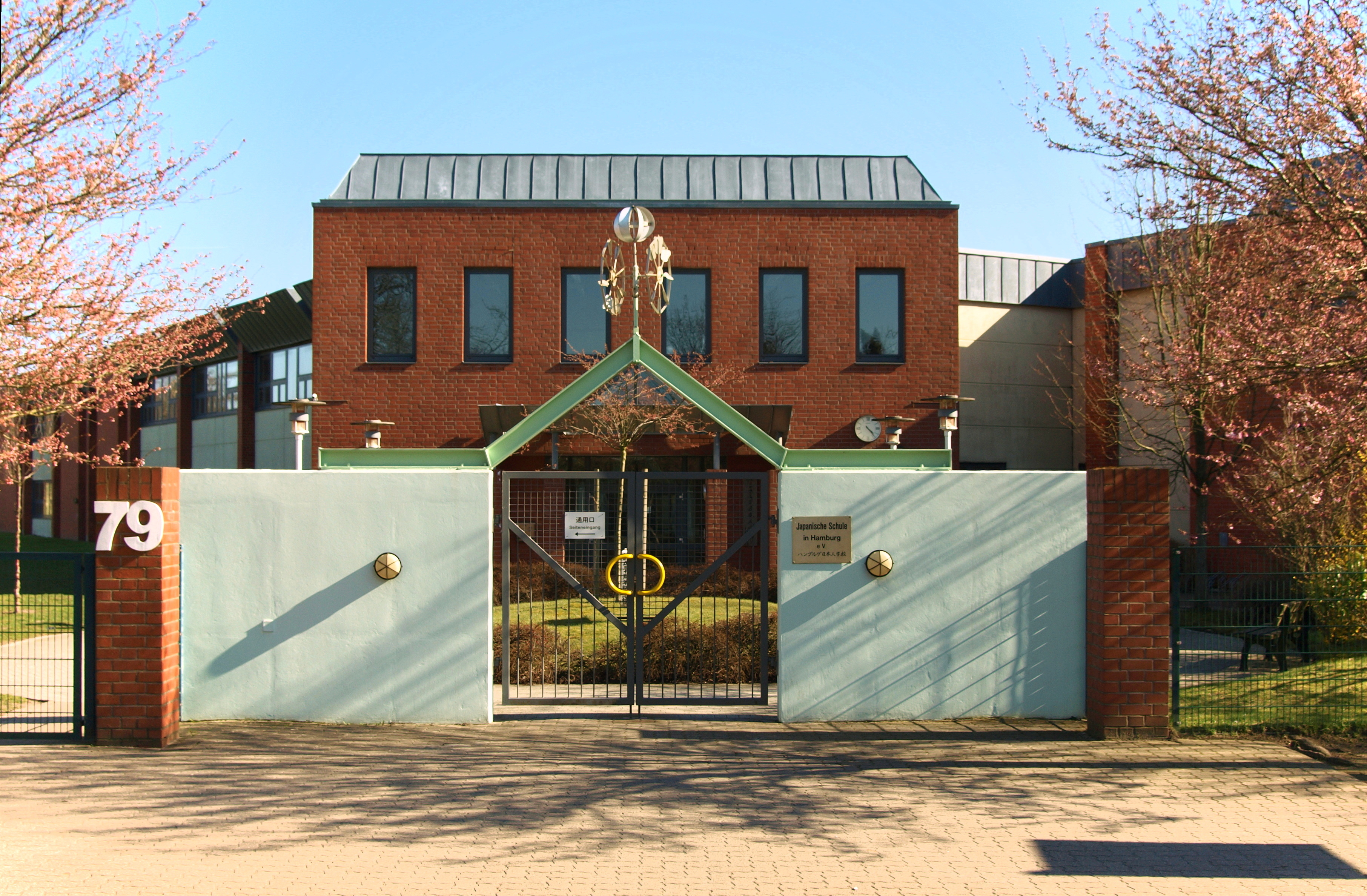
Haupteingang der Schule

Die Japanische Schule in Hamburg (jap. ハンブルグ日本人学校, Hanburugu Nihonjin Gakkō) ist eine Schule für japanische Schüler, die in der Metropolregion Hamburg leben. Seit 1994 ist die Schule in Halstenbek (Schleswig-Holstein) ansässig, etwa drei Kilometer von der Landesgrenze zu Hamburg entfernt.

## Geschichte
1963 organisierte der kurz vorher gegründete Japanische Verein den ersten Japanisch-Unterricht für Kinder in Hamburg. Damals lebten etwa 800 Japaner in Hamburg, darunter 50 Kinder. Die erste Lehrerin war die Frau eines japanischen Pfarrers. Der Japanische Verein wurde später in Japanisches Institut umbenannt.
Die Schule wurde 1981 als Nihonjin Gakkō (日本人学校, Schule für Japaner) in die Trägerschaft des japanischen Staates überführt. Der eingetragene Verein Japanische Schule in Hamburg trägt nur die Ergänzungsschule, die samstags besucht werden kann. Von 1981 bis 1994 war die Schule in einem Altbau in der Osdorfer Landstraße im Hamburger Stadtteil Osdorf ansässig.
1994 zog die Schule nach Halstenbek in einen Neubau. Das Grundstück dafür stellte das Ehepaar Jürgen und Christa Heidorn zur Verfügung. Der Neubau entstand nach Plänen des Architekturbüro Architekten R+K.
Im Gebäude der Schule ist auch das Japanische Institut in Hamburg e.V. (ハンブルグ補習授業校, Hanburugu Hoshū Jugyōkō, dt. „Ergänzungsschule Hamburg“) untergebracht.